# Минск (гостиница, Минск)
«Минск» — гостиница в Минске, расположенная на площади Независимости.
Первый корпус гостиничного комплекса «Минск» был построен в 1959 году (архитектор Боданов, стиль – сталинский неоклассицизм) на месте, где раньше стоял небольшой отель «Ново-Берлин» на 9 номеров (архитектор Курвуазье).
Второй корпус был построен и начал функционировать в 1969 году (архитекторы Г. Сысоев, Д. Кудрявцев, С. Мусинский), имел 7 этажей и 105 номеров на 324 места.
В 1991 году была проведена реконструкция номеров первого корпуса. В 1995 году гостиничный комплекс «Минск» вошёл в структуру Управления делами Президента Республики Беларусь, а в 2001 году был внесён в государственный список историко-культурных ценностей Республики Беларусь.
В марте 2001 — декабре 2002 года проводилась реконструкция гостиничного комплекса «Минск». 17 декабря 2002 года госкомиссией был подписан акт приёма объекта в эксплуатацию.
18 декабря 2002 года комитет стандартизации, метрологии и сертификации при Совете министров Республики Беларусь совместно с министерством спорта и туризма присваивают гостинице категорию «4 звезды», впервые в Минске и Белоруссии. 20 декабря 2002 года состоялась официальная церемония открытия отеля после реконструкции с участием А. Г. Лукашенко.
В 2005 году гостиница получила награду World Travel Awards в номинации «Лучший отель Белоруссии».
В связи с миграционным кризисом гостиница была включена в пятый пакет санкций Европейского союза, вступивший в силу 2 декабря 2021 года так как «способствует деятельности режима Лукашенко и облегчает незаконное пересечение внешних границ», 20 декабря к санкциям ЕС присоединилась Швейцария, а 22 декабря — Албания, Исландия, Лихтенштейн, Норвегия, Северная Македония, Сербия, Черногория.